# Sör-Mesjön
Sör-Mesjön är en sjö i Örnsköldsviks kommun i Ångermanland och ingår i Moälvens huvudavrinningsområde. Sjön är 17 meter djup, har en yta på 1,53 kvadratkilometer och befinner sig 229 meter över havet. Sjön avvattnas av vattendraget Hädanbergsån. Vid provfiske har bland annat abborre, gers, gädda och lake fångats i sjön.

## Delavrinningsområde
Sör-Mesjön ingår i det delavrinningsområde (705921-161102) som SMHI kallar för Utloppet av Sör-Mesjön. Medelhöjden är 274 meter över havet och ytan är 10,52 kvadratkilometer. Räknas de 5 avrinningsområdena uppströms in blir den ackumulerade arean 47,77 kvadratkilometer. Hädanbergsån som avvattnar avrinningsområdet har biflödesordning 3, vilket innebär att vattnet flödar genom totalt 3 vattendrag innan det når havet efter 66 kilometer. Avrinningsområdet består mestadels av skog (74 procent). Avrinningsområdet har 1,53 kvadratkilometer vattenytor vilket ger det en sjöprocent på 14,5 procent.

## Fisk
Vid provfiske har följande fisk fångats i sjön:
- Abborre
- Gärs
- Gädda
- Lake
- Mört
- Sik